# Агератум
Агератум (лат. Ageratum) — род растений семейства Астровые (Asteraceae). Преимущественно встречается в Восточной Индии, Северной и Центральной Америке.
Латинское название происходит от греч. ageratos — нестареющий, так как растение долго сохраняет свежий вид.

## Ботаническое описание
Многолетнее травянистое или полукустарниковое растение. Стебли многочисленные, сильно ветвистые, прямостоячие или приподнимающиеся, опушённые, 10—50 см высотой.
Листья треугольные, ромбические или овальные, по краю зубчатые, шершавые; нижние и средние — супротивные, черешчатые, верхние — очередные, почти сидячие.
Цветки мелкие, узкотрубчатые, обоеполые, душистые, собраны в небольшие соцветия-корзинки 1—1,5 см в диаметре. Собраны в сложные щитковидные соцветия до 10 см в поперечнике. Декоративность соцветиям придают двулопастные рыльца цветков, которые почти вдвое превышают длину околоцветника и сильно выдаются над ним.
Семянки пятигранные с плёнчатым хохолком, сохраняют всхожесть 2—3 года. В 1 г — до 6000 семян.
Цветёт очень обильно с июня до первых заморозков. Плодоносит в начале сентября.
У низкорослых сортов цветоносы, как правило, образуют несколько ярусов, а у средневысоких все они расположены на одном уровне, поэтому растения, высаженные группой, образуют сплошной цветочный ковёр.
Агератум засухоустойчив и светолюбив.

## Виды
Род насчитывает, по разным данным, от 40 до 60 видов. По информации базы данных The Plant List (2013), род включает 51 вид:
- Ageratum albidum (DC.) Hemsl.
- Ageratum altissima (L.) R.M.King & H.Rob.
- Ageratum anisochroma (Klatt) R.M.King & H.Rob.
- Ageratum ballotaefolium (Maguire, Steyerm. & Wurdack) R.M.King & H.Rob.
- Ageratum ballotifolium (Maguire, Steyerm. & Wurdack) R.M.King & H.Rob.
- Ageratum candidum G.M.Barroso
- Ageratum chiriquense (B.L.Rob.) R.M.King & H.Rob.
- Ageratum chortianum Standl. & Steyerm.
- Ageratum conyzoides (L.) L. typus[3]
- Ageratum corymbosum Zuccagni ex Pers.
- Ageratum echioides (Less.) Hemsl.
- Ageratum elassocarpum S.F.Blake
- Ageratum ellipticum B.L.Rob.
- Ageratum fastigiatum (Gardner) R.M.King & H.Rob.
- Ageratum gaumeri B.L.Rob.
- Ageratum guatemalense M.Johnson
- Ageratum hondurense R.M.King & H.Rob.
- Ageratum houstonianum Mill. — Агератум Гаустона
- Ageratum isocarphoides (DC.) Hemsl.
- Ageratum lavenia (L.) Kuntze
- Ageratum littorale Kunth
- Ageratum lucidum B.L.Rob.
- Ageratum lundellii R.M.King & H.Rob.
- Ageratum maritimum Kunth
- Ageratum meridanum V.M.Badillo
- Ageratum microcarpum (Benth. ex Oersted) Hemsley
- Ageratum microcephalum (Benth.) Hemsl.
- Ageratum molinae R.M.King & H.Rob.
- Ageratum munaense R.M.King & H.Rob.
- Ageratum myriadenium (Sch.Bip. ex Baker) R.M.King & H.Rob.
- Ageratum nelsonii (B.L.Rob.) M.F.Johnson
- Ageratum oerstedii B.L.Rob.
- Ageratum oliveri R.M.King & H.Rob.
- Ageratum paleaceum (Gay ex DC.) Hemsl.
- Ageratum panamense B.L.Rob.
- Ageratum peckii B.L.Rob.
- Ageratum petiolatum (Hook. & Arn.) Hemsl.
- Ageratum platylepis (B.L.Rob.) R.M.King & H.Rob.
- Ageratum platypodum B.L.Rob.
- Ageratum pohlii (Sch.Bip. ex Baker) H.Rob.
- Ageratum radicans B.L.Rob.
- Ageratum riparium B.L.Rob.
- Ageratum rugosum Coulter ex J.D.Smith
- Ageratum salicifolium Hemsley
- Ageratum salvanaturae B.Smalla & N.Kilian
- Ageratum scorpioideum Baker
- Ageratum solisii B.L.Turner
- Ageratum stachyofolium B.L.Rob.
- Ageratum standleyi B.L.Rob.
- Ageratum tehuacanum R.M.King & H.Rob.
- Ageratum tomentosum (Benth. ex Oersted) Hemsley

Ещё некоторое число видовых названий этого рода имеют в The Plant List (2013) статус unresolved name, то есть относительно этих названий нельзя однозначно сказать, следует ли их использовать как названия самостоятельных видов либо свести в синонимику других таксонов.

## Токсичность
Несколько видов рода Агератум являются токсичными, так как содержат пирролизидиновые алкалоиды. Агератум Гаустона (Ageratum houstonianum) и Ageratum conyzoides обладают канцерогенными свойствами и вызывают болезни печени.